# Stew peas

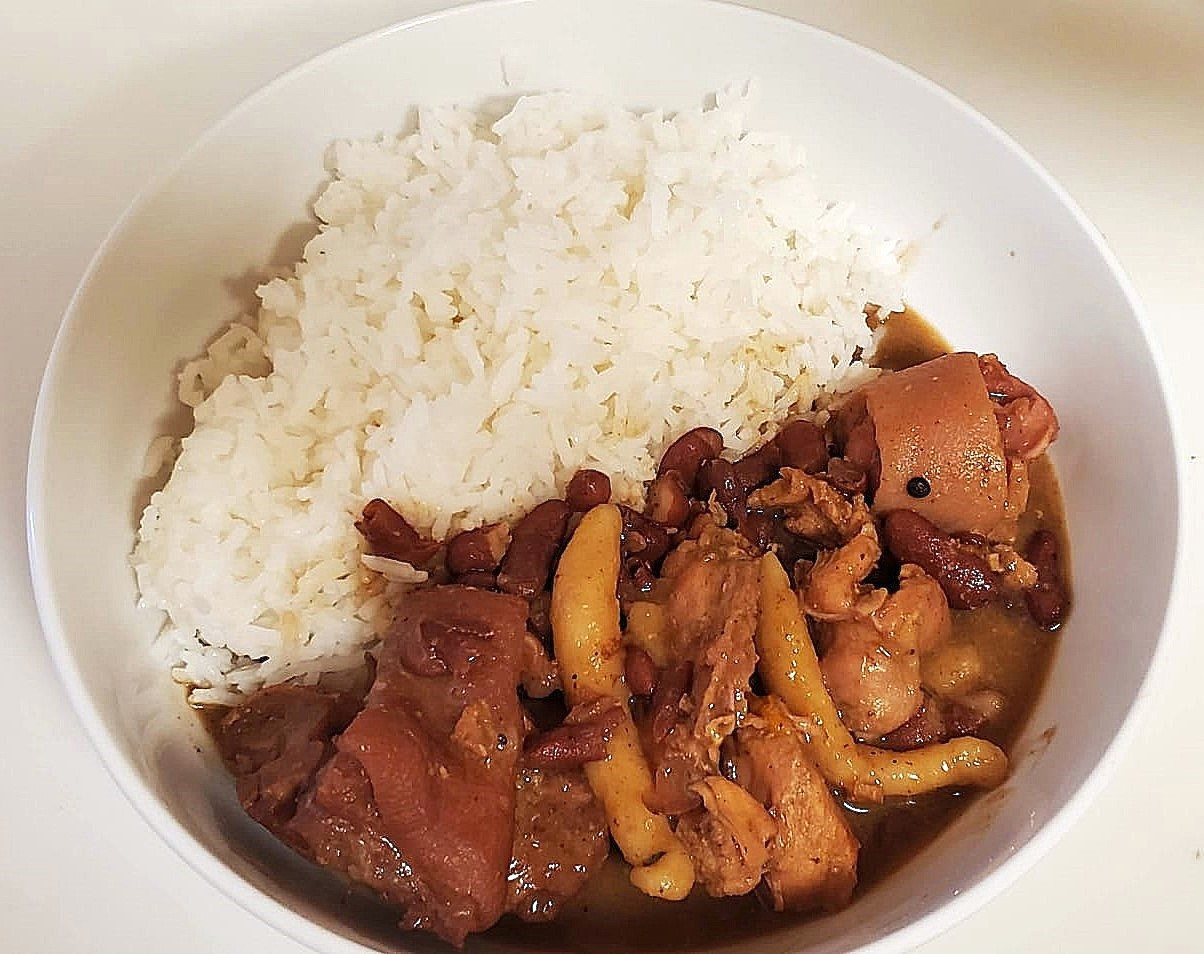
Stew peas jamaicano con arroz blanco.

El stew peas es un estofado típico de la cocina jamaicana que se prepara con leche de coco, frijoles y carne salada. El nombre puede llevar a confundir ya que en inglés, peas se refiere generalmente al guisante, sin embargo en el inglés jamaicano se refiere a los frijoles. Se considera el plato nacional de Jamaica.

## Descripción
Para el stew peas se usan guandules o gandules (llamados gungo peas en inglés), secos o enlatados, y se puede hacer en olla exprés. También se puede usar frijoles rojos (kidney beans) En cuanto a carnes, se usan típicamente de cerdo o de res, bien sean sin curar o saladas (salted meat), aunque también se puede hacer vegetariano. Adicionalmente, para esta receta se necesitan cebolla, ajo, vegetales mixtos, cebolletas, rabo de cerdo, y diversas especias. Los frijoles espesan el guiso, y en el Caribe hispano son más comunes los pintos.
El stew peas se prepara a menudo utilizando flour dumplings, conocidos como spinners en Jamaica. Stew peas se sirven comúnmente sobre arroz o con una guarnición de arroz. Por lo general, el arroz no se incluye en el guiso cuando se cocina, y el guiso sirve para humedecer y complementar el arroz preparado por separado. Los guisantes para guisar contienen una cantidad considerable de proteínas.
Los jamaicanos preparan el platillo de varias formas únicas, y se ha descrito como un platillo básico en los hogares y restaurantes jamaicanos. En septiembre de 1992, el periódico jamaicano The Gleaner declaró al stew peas como «el mejor plato hecho en Jamaica» en su Home, Living and Food Guide.

## Historia
Se tiene constancia del stew peas como plato de Jamaica de la década de 1940. Sus recetas comenzaron a aparecer en libros de cocina en la década de 1970.